# Huánuco (região)
Huánuco é uma das 25 regiões do Peru. Nele encontra-se uma província com o mesmo nome (Huánuco). A capital desta província também se chama Huánuco.

## Províncias (capital)
1. Ambo (Ambo)
2. Dos de Mayo (La Unión)
3. Huacaybamba (Huacaybamba)
4. Huamalíes (Llata)
5. Huánuco (Huánuco)
6. Lauricocha (Jesús)
7. Leoncio Prado (Tingo María)
8. Marañón (Huacrachuco)
9. Pachitea (Panao)
10. Puerto Inca (Puerto Inca)
11. Yarowilca (Chavinillo)